# Unciola planipes
Unciola planipes är en kräftdjursart som beskrevs av Norman 1867. Enligt Catalogue of Life ingår Unciola planipes i släktet Unciola och familjen Aoridae, men enligt Dyntaxa är tillhörigheten istället släktet Unciola och familjen Corophidae. Arten är reproducerande i Sverige. Inga underarter finns listade i Catalogue of Life.